# Costituzione della Repubblica Sociale Italiana
La costituzione della Repubblica Sociale Italiana fu un progetto costituzionale mai entrato in vigore, elaborato per lo più dal ministro dell'educazione nazionale Carlo Alberto Biggini.

## Storia
Tale bozza rimase a livello meramente progettuale e non fu mai promulgata. Nella pratica, non entrò mai in reale competizione con il vero documento fondativo della RSI, ovvero il manifesto di Verona approvato nel novembre 1943 al congresso del Partito Fascista Repubblicano, che pur prevedeva la convocazione di un'assemblea costituente.
Una bozza di costituzione fu riprodotta integralmente tra i documenti allegati alla riunione del Consiglio dei ministri della RSI del 16 dicembre 1943, presentata come Progetto di Costituzione preparato, su incarico del governo, dal ministro dell'educazione nazionale, Biggini. Il Consiglio dei ministri del 18 dicembre decise di rinviare la convocazione di un'"Assemblea Costituente" successivamente alla fine della guerra.
Nell'ambito della socializzazione dell'economia fu poi emanato il D.Lgs. 375/1944 concernente la socializzazione delle imprese con almeno un milione di Lire di capitale o almeno 100 lavoratori.
La resa di Caserta e la conseguente caduta della Repubblica Sociale Italiana posero definitivamente fine a tale progetto legislativo.

## Analisi
La bozza di Costituzione, composta di 142 articoli e suddivisa in quattro Capi, anticipava in parte i contenuti e la struttura (una decina di articoli fondamentali all'inizio, poi una parte dedicata all'ordinamento dello Stato e un'altra ai diritti e doveri del cittadino) della Costituzione della Repubblica Italiana, secondo una dottrina giuridica anche internazionale che andava consolidandosi in quegli anni. L'unica parte a mancare, in autonomia, è l'equivalente del quarto Capo dedicato alla struttura dell'economia nazionale: alcuni princìpi verranno ripresi dagli artt. 46, 99 e altri della Costituzione repubblicana.

### Struttura istituzionale
La RSI si sarebbe dovuta configurare prettamente come una repubblica presidenziale (artt. 40-45).
Il Capo dello Stato (Duce della Repubblica), eletto dall'Assemblea costituente (artt. 15 e 36), avrebbe esercitato il potere legislativo in collaborazione con il Governo e la Camera dei rappresentanti del lavoro (art. 40) e detenuto il potere esecutivo, da esercitare direttamente o tramite il Governo (art. 45). Quest'ultimo sarebbe stato composto dal Capo del governo (nominato dal Duce e responsabile esclusivamente verso di lui) e dai Ministri (artt. 49-50).
Erano previste due Camere assembleari: 
- l'Assemblea costituente, con un numero di membri maggiore rispetto all'altra Camera, sarebbe stata costituita in parte dai membri delle alte istituzioni e del Governo e in parte per elezione popolare da coloro che fossero stati designati a rappresentare tutte le organizzazioni lavorative e sociali (art. 14). A tale Assemblea, come già detto, sarebbe spettata l'elezione del Duce; essa avrebbe inoltre deliberato sulle modifiche alla Costituzione e su alcuni argomenti che le sarebbero stati sottoposti dal Duce o dall'altra Camera (art. 15);
- la Camera dei rappresentanti del lavoro, più piccola rispetto alla Costituente, sarebbe stata eletta a suffragio universale diretto da parte di tutti i cittadini lavoratori (lavoratori ed equiparati tali: pensionati, invalidi, studenti e disoccupati involontari) maggiori degli anni 18 (artt. 17-18). L'elettorato passivo (i Rappresentanti del lavoro) sarebbe stato costituito da tutti coloro che fossero stati elettori, maggiori di 25 anni e che non avessero subito condanne (art. 19). Tale Camera avrebbe avuto la titolarità del potere legislativo (artt. 28-32).

### Struttura dell'economia nazionale: lasocializzazione delle imprese
Degno di nota era la particolare organizzazione dell'economia nazionale che sarebbe stata prevista, mediante la socializzazione delle imprese, indicata nel Capo quarto: pur mantenendo la proprietà privata (artt. 105-106 e 108), si passava a una gestione in buona parte collettiva delle imprese mediante dei Consigli di gestione (artt. 125 e 130-132), includendo una redistribuzione degli utili d'impresa anche tra tutti i lavoratori dipendenti (art. 134).